# Кастел Сан Венанцо (Мачерата)
Кастел Сан Венанцо (итал. Castel San Venanzo) насеље је у Италији у округу Мачерата, региону Марке.
Према процени из 2011. у насељу је живело 25 становника. Насеље се налази на надморској висини од 487 м.